# Parklaan (Eindhoven)
De Parklaan is een straat in Eindhoven.

## Geschiedenis
Vanouds was dit een zandweg die liep van het stadje Eindhoven naar Tongelre, dat toen nog een zelfstandige gemeente was. De weg liep door enigszins vochtig gebied, waar ook het riviertje de Laak zich een weg zocht.
Pas vanaf 1866 kwam er verandering in het landelijke karakter, toen de Spoorlijn Eindhoven - Venlo werd geopend, en vanaf 1874 begon Eindhoven te denken in uitbreiding in oostelijke richting, waar zich echter het grondgebied van Tongelre bevond.
Nadat in 1894 de Verlengde Nieuwstraat (de huidige Dommelstraat) tot stand kwam, begonnen vanaf 1900 een aantal Eindhovense fabrikanten een riante villa te bouwen in dit landelijke gebied. Dat waren, achtereenvolgens, luciferfabrikant Mennen, Anton Philips met villa De Laak (1907), sigarenkistjesfabrikant Bruning en steenfabrikant Glaudemans.
In 1907 werd de Bouwgrondmaatschappij Stratum-Tongelre in het leven geroepen die in 1909 de Parklaan overnam en bouwpercelen begon uit te geven. Hier kwamen voorname villa's te staan en groeide de wijk Villapark. De Parklaan vervulde daar de functie van hoofdader in. De zijstraten van de Parklaan zijn alle naar vogels vernoemd. In 1920 werd Tongelre, evenals de overige randgemeenten, door Eindhoven geannexeerd.
Naast genoemde villa's voor voornamelijk fabrikanten en andere welgestelden, verschenen na 1920 ook woningen voor de Woningbouwvereniging R.K. Middenstand en spoedig daarna ook voor hoger Philipspersoneel. De belangrijkste villa's aan de Parklaan dateren dan ook van 1909-1935.

## Heden
Het duurde tot diep in de 20e eeuw voordat de Parklaan verhard werd. Een ontwikkeling die in de jaren '60 van de 20e eeuw op gang kwam was de omzetting van de kapitale villa's naar kantoorpanden. Zo ontstonden representatieve hoofdkantoren van banken, makelaars, accountants, advocaten en soortgelijke instellingen. Een aantal minder grote villa's bleef nog bewoond.
De Parklaan verkreeg bescherming als sfeerbepalend stadsgezicht en diverse villa's werden geklasseerd als rijksmonument. Een voorbeeld daarvan is Huize De Gooren, aan Parklaan 54, ontworpen door Johan Wilhelm Hanrath en gebouwd in 1916 voor de Eindhovense textielfabrikant Elias.

## Rijksmonumenten aan de Parklaan

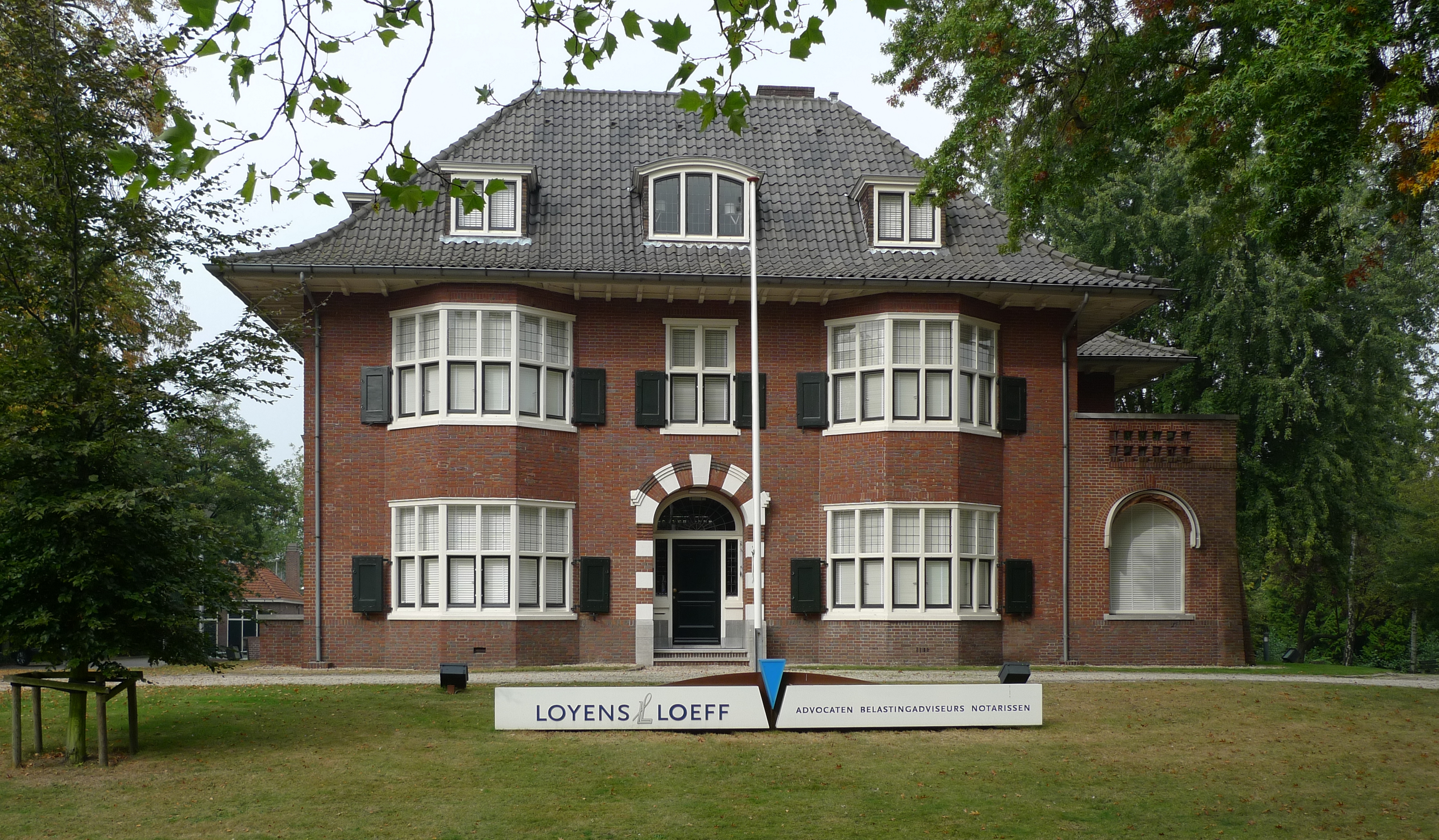
Parklaan 54, Huize de Gooren
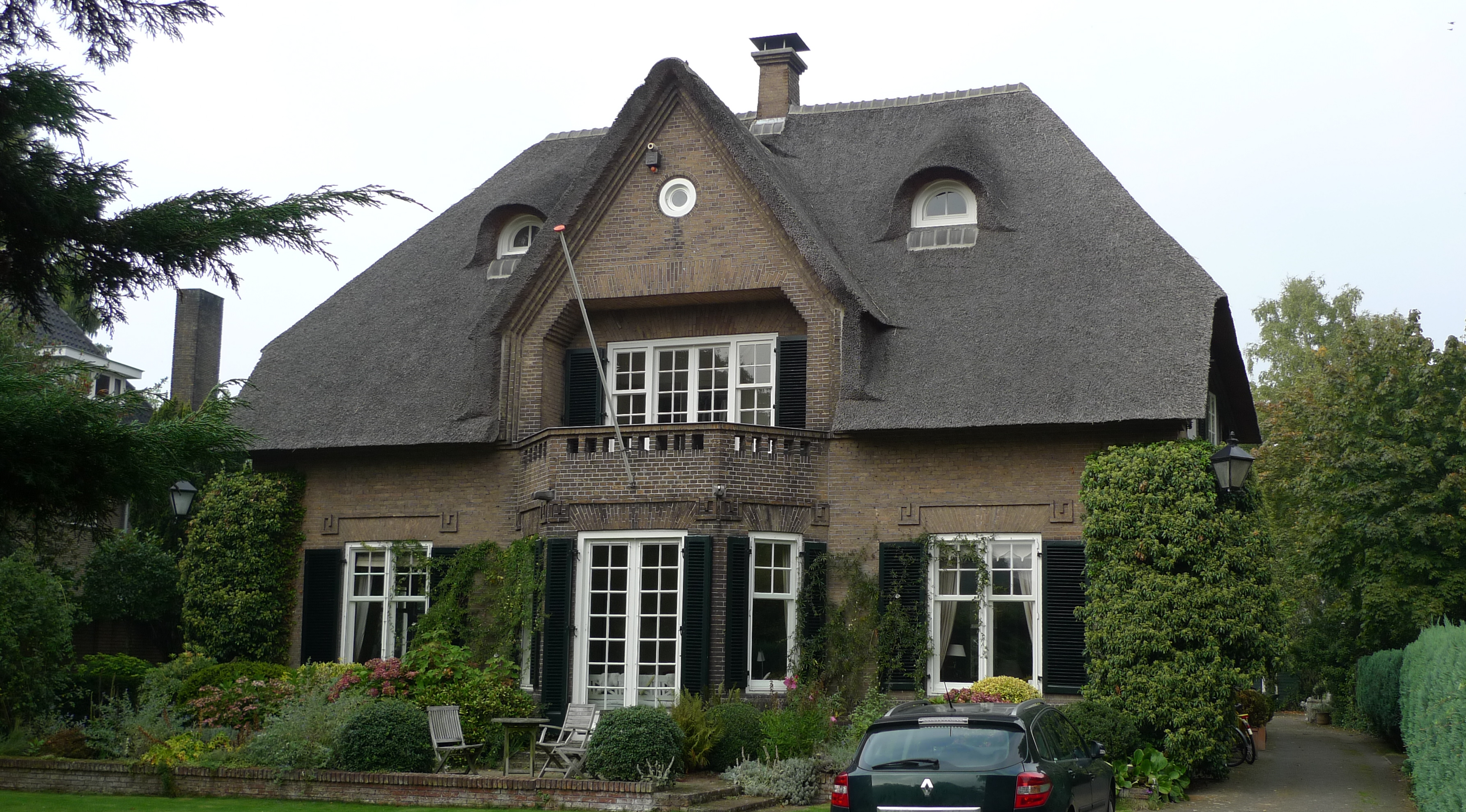
Parklaan 56
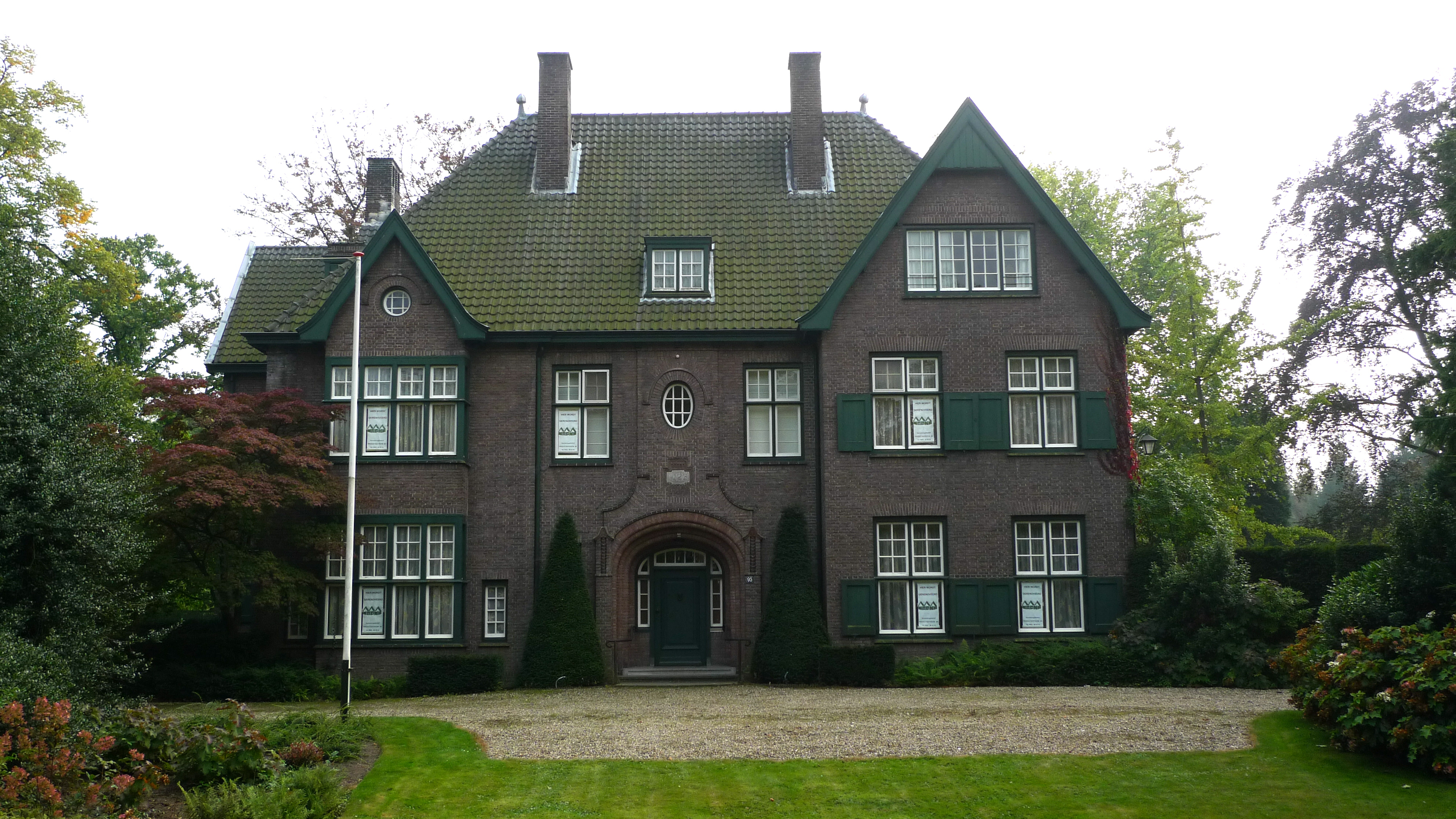
Parklaan 95, Gran Ville
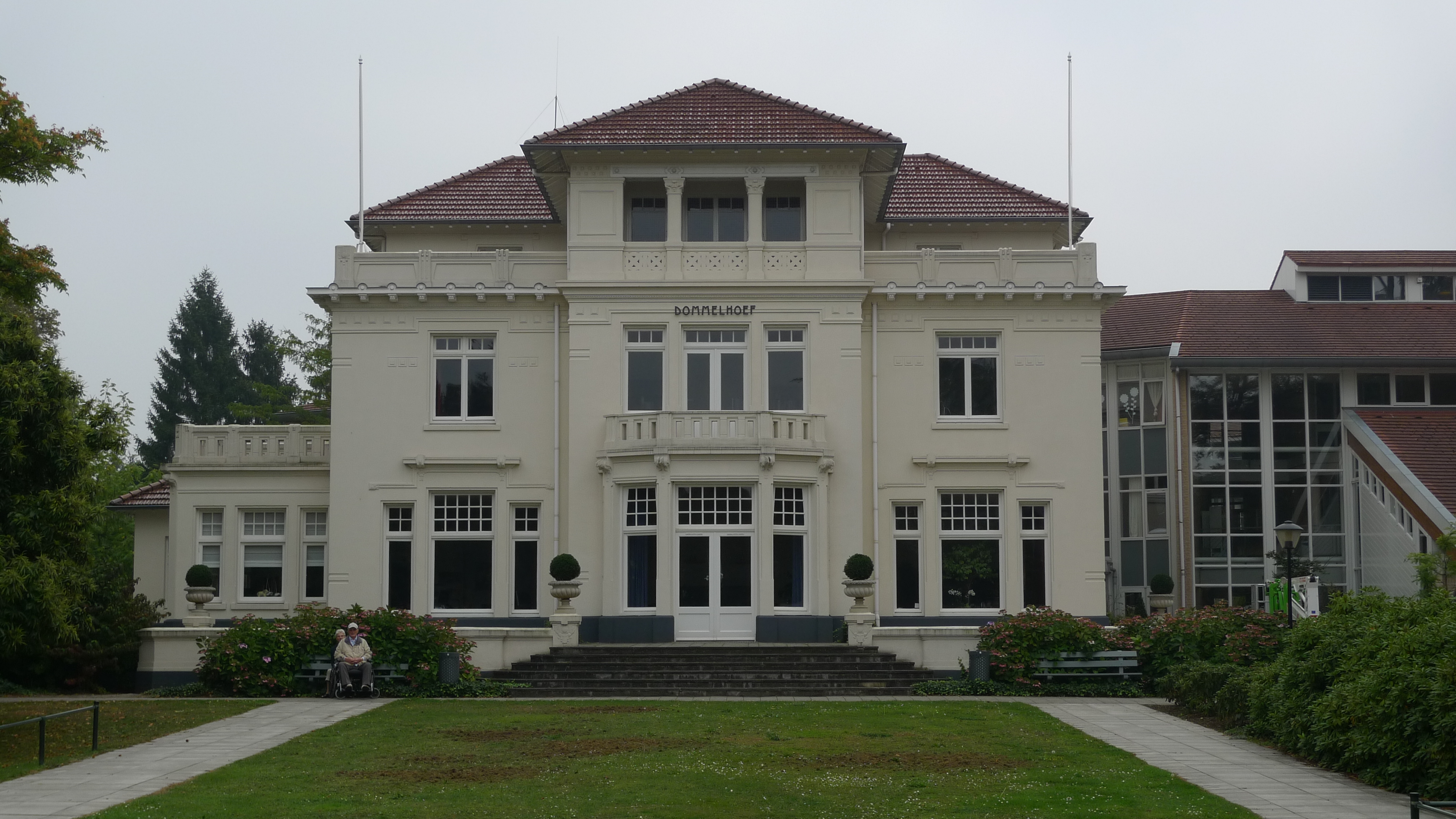
Parklaan 97,  villa Elsheim, thans Dommelhoef
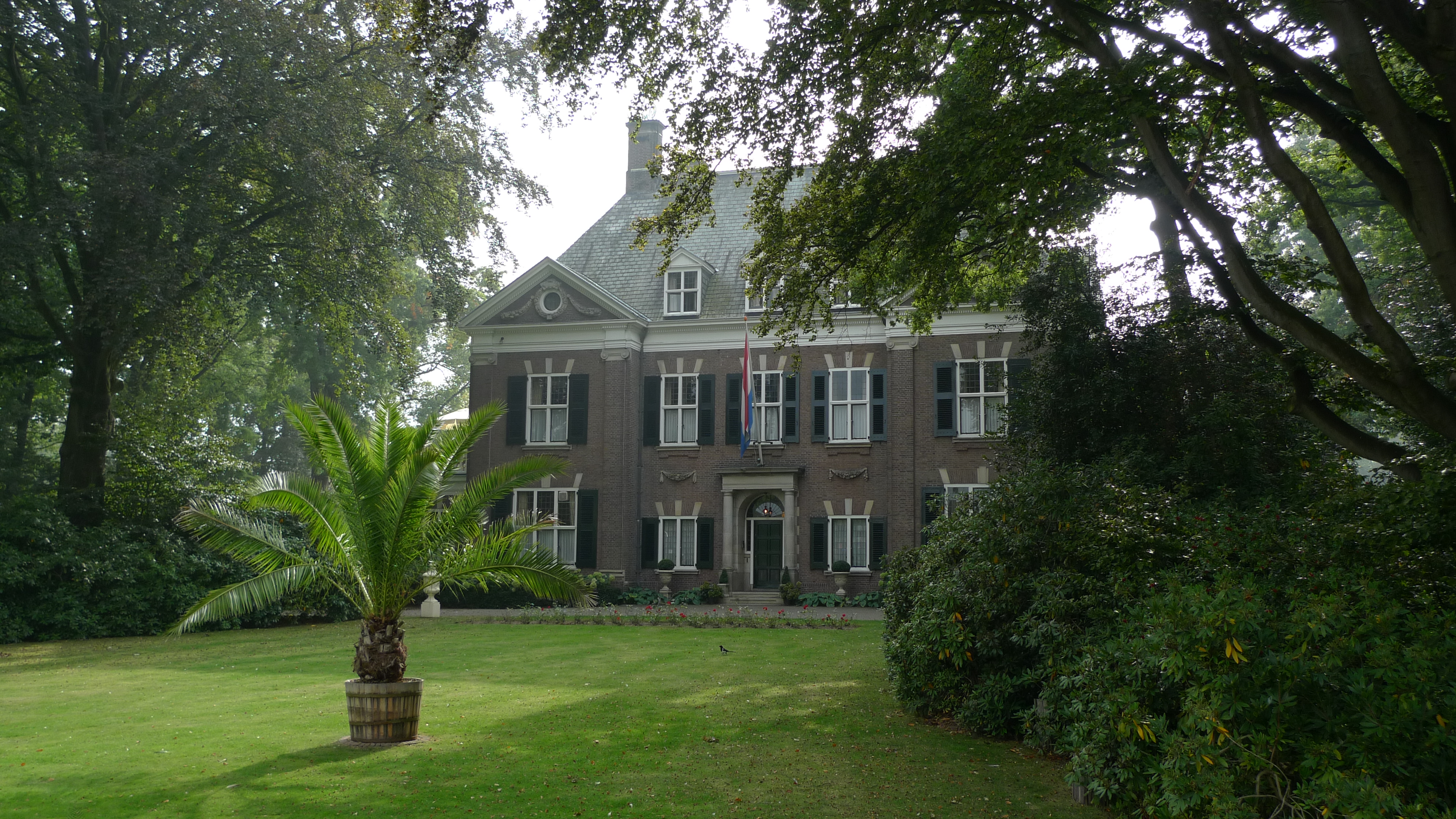
Parklaan 99, villa De Laak